# 樹莓
樹莓，又稱樹梅，泛指薔薇科懸鉤子屬多种植物之果實，尤其是空心莓亚属 (subgenus Idaeobatus) 的物种。
英文單詞“raspberry”一般指覆盆子，即學名為Rubus idaeus的物种，但覆盆子只是樹莓的一種；廣義的樹莓包括懸鉤子屬的部分其他物種。

## 形态
树莓均为木本多年生植物，果实类型为聚合果，每颗树莓由单朵花中的近100枚心皮联合发育而成，重约3-5克。每个心皮对应一颗成熟树莓中的小核果，成熟时内果皮较硬包裹种子，中果皮多汁，外果皮极薄。
树莓与同属的黑莓形态、名称类似，不同之处在于树莓的花托并不与果实相连，因此采摘下来的树梅是“空心”的，而黑莓的花托则和多汁的果实部分完全合生，无法分离。

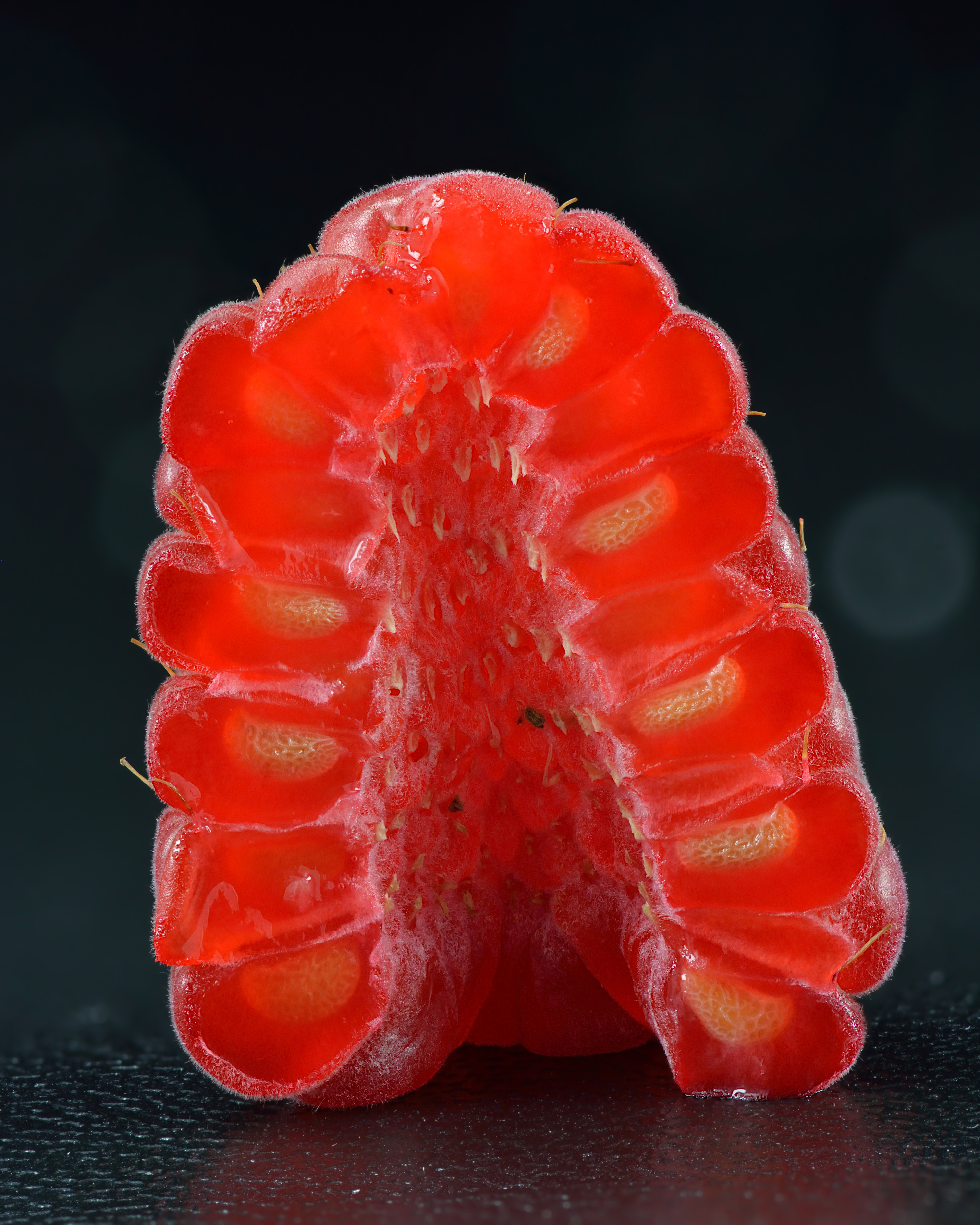
树莓（覆盆子）的纵剖面，空心无花托附着
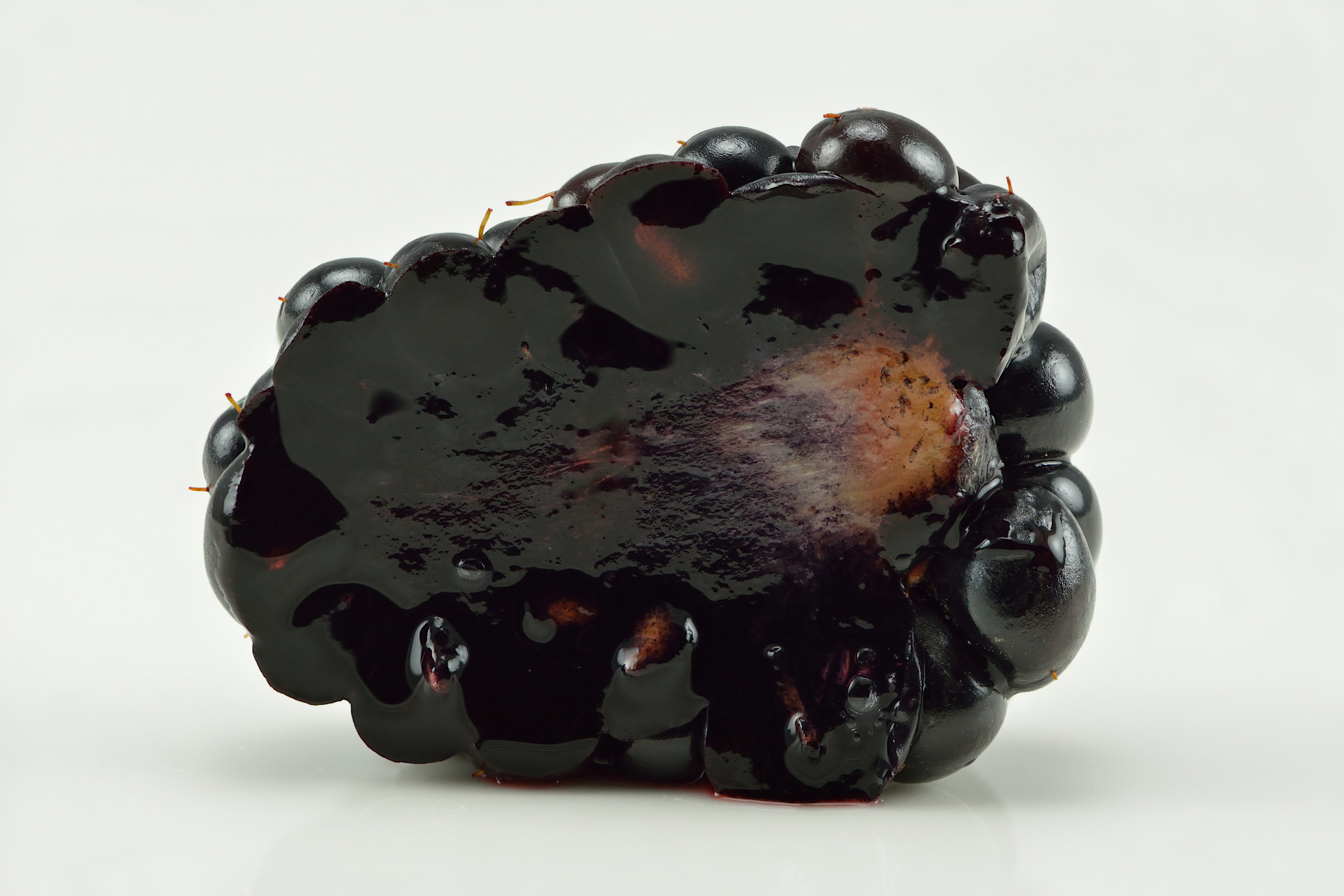
黑莓的纵剖面，花托与众多小核果合生

## 食用

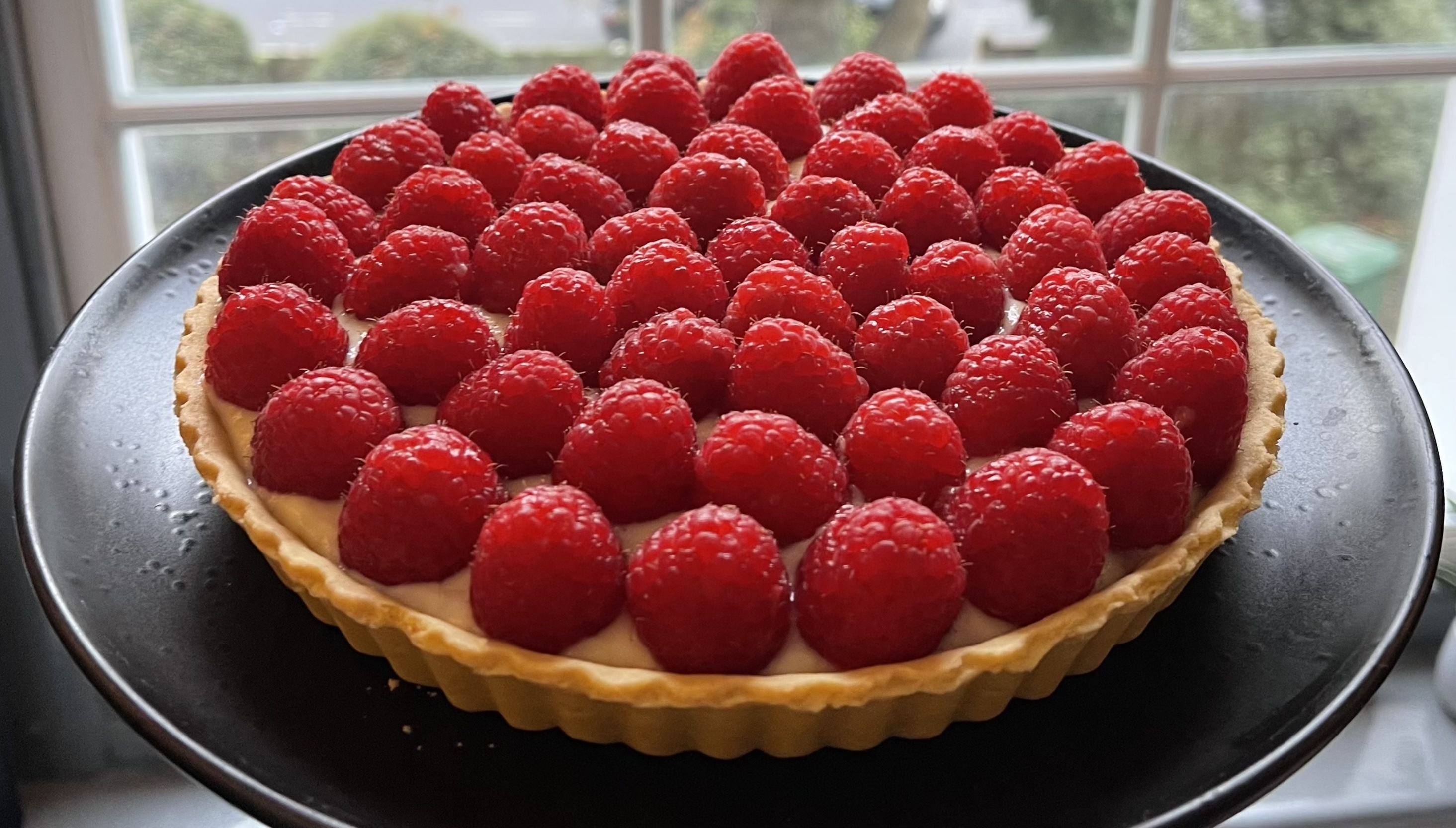
红色树莓挞

树莓的果实酸甜多汁，既可生食也可加工成各式食品，例如果酱、冻干零食、果汁、果泥、果醋、糖果等，还可加入各式糕点（如树莓派、挞）和冰淇淋（如树莓漩涡冰淇淋）。由于树莓不耐运储，容易变质，在经常食用树莓的欧美国家也常年以冷冻的形式售卖。
树莓也可用于酿酒。朝鲜民族的覆盆子酒传统上以高丽悬钩子（插田泡）的果实酿造而成。法国卢瓦尔河地区特产的香博也是采用多种树莓搭配橘皮、蜂蜜等制成。比利时也有一种名为Framboise的兰比克啤酒，以树莓为原料酿造。

## 栽培
树莓多栽培于温带，生长需要充足的阳光和水分。土壤需在排水性良好的同时含有丰富的有机质，pH值中性偏酸为宜（6-7）。过湿或板结的土壤会导致疫霉菌造成的烂根，这也是树梅栽培中最严重的病害之一。植株生长较快，在不修剪的情况下很容易蔓延开来。
在北温带地区，树莓通常于每年的7-8月成熟。

## 種類

### 物种
空心莓亚属 (subgenus Idaeobatus) 中较常见的树莓物种包括：

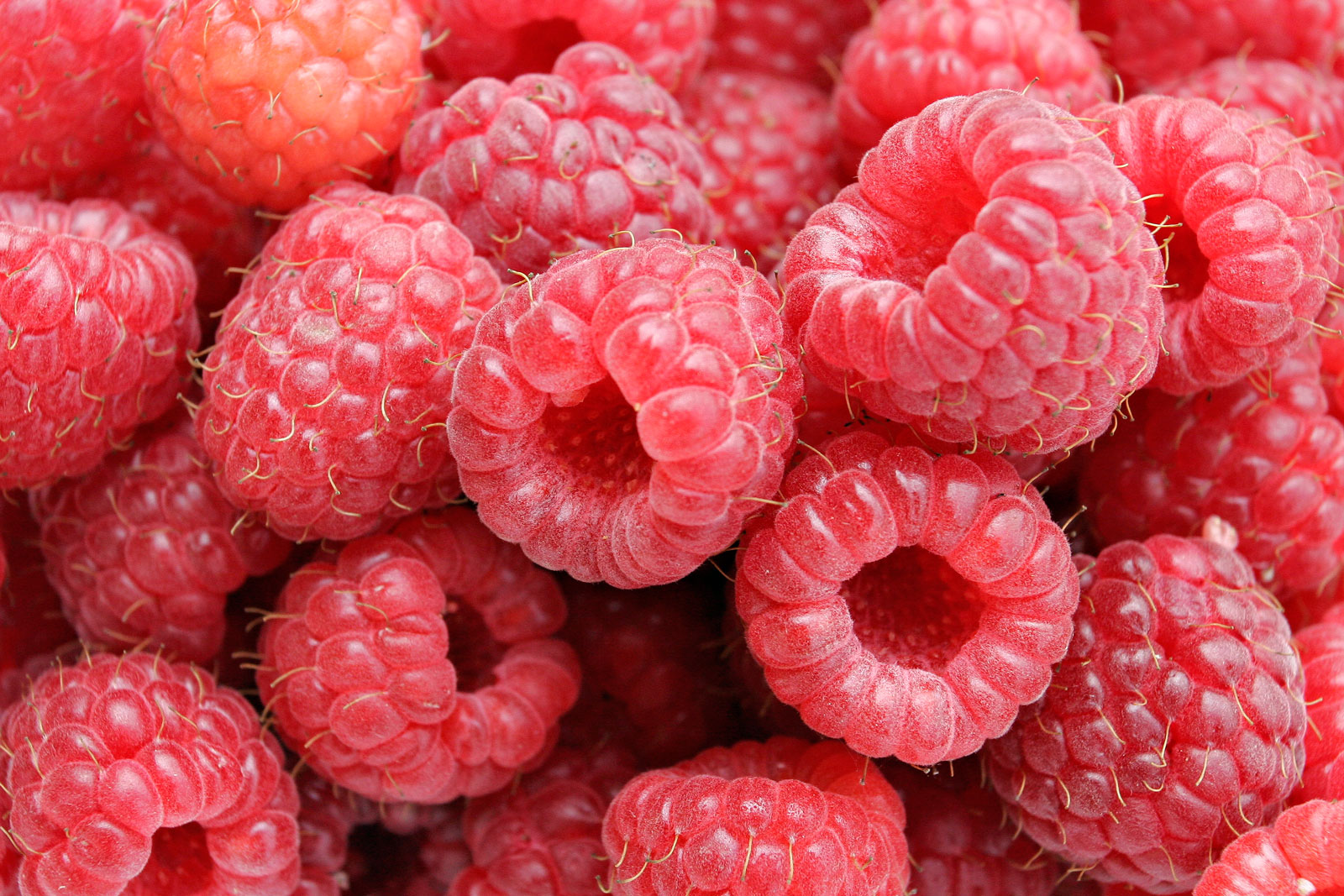
红色树莓

- 覆盆子——又名覆盆莓，市场上最常见的树莓，指名亚种原产欧亚大陆。
  - 硬毛覆盆子（英语：Rubus strigosus）——又称“美国红莓”，原产北美洲，有时被视为覆盆子的北美亚种（R. idaeus subsp. strigosus）[4]。
- 茅莓——又名红梅消、茅莓悬钩子，原产东亚及澳洲。[5]
- 山莓——又名變葉懸鉤子、牛奶泡[6]，原产亚洲东南（中国大陆除新疆、日本、缅甸、越南等地）。
- 高粱泡——原产亚洲东南（华南、台湾、泰国一带）。
- 空心泡——又稱刺莓、腺斑懸鉤子，原产中国中部、南部及亚洲热带。[7]
- 牛叠肚——又稱山楂葉懸鉤子、牛凸肚。东亚分布的蓬蘽并入此种[8]（即学名R. hirsutus所对应的东亚居群；该学名所对应的西北欧居群并入欧洲黑莓R. vestitus[9]）。
- 多腺悬钩子——又称酒莓（wineberry）[10][11]，原产东亚。
- 椭圆悬钩子——原产亚洲（印度次大陆至中国及中南半岛、菲律宾一带），因其地理分布英文俗称“喜马拉雅黄覆盆子”（yellow Himalayan raspberry）。
- 插田泡——又名高丽悬钩子，原产亚洲（中国北部及东部、朝鲜半岛）。
- 梣叶悬钩子——又名兰屿桤叶悬钩子，仅产台湾和马来群岛的小巽他群岛，分布区域狭窄。
- 西方树莓（英语：Rubus occidentalis）——又称黑树莓（black raspberry），原产北美，与黑莓不是一种。
- 白莖覆盆莓（英语：Rubus leucodermis）——又称白茎皮树莓（whitebark raspberry）、蓝树莓（blue raspberry）、白皮糖莓，原产北美。

归入其他亚属，但也有时称为“树莓”（raspberry）的物种:
- 美花莓（英语：Rubus deliciosus）——又称美味莓[12]、洛基山莓、博尔得树莓，产北美（美国中西部至墨西哥北部）；美花莓亚属（subgenus Anoplobatus）
- 香花覆盆子（英语：Rubus odoratus）[13]——又称紫美花莓，产北美（美国中北部及东部、加拿大东部）；美花莓亚属（subgenus Anoplobatus）
- 雪悬钩子（英语：Rubus nivalis）——也称雪莓，产美国西部；矮生莓亚属（subgenus Chamaebatus）
- 北悬钩子——环北极分布（欧亚及北美）；匍匐莓亚属（subgenus Cyclactis）
- 木莓——又称斯氏悬钩子、高脚老虎扭[14]，产华中、华南；木莓亚属（subgenus Malachobatus）
- 乌藨子（R. parkeri）——又称乌泡、乌泡子[15]，产华中、华南；木莓亚属（subgenus Malachobatus）

### 栽培品种

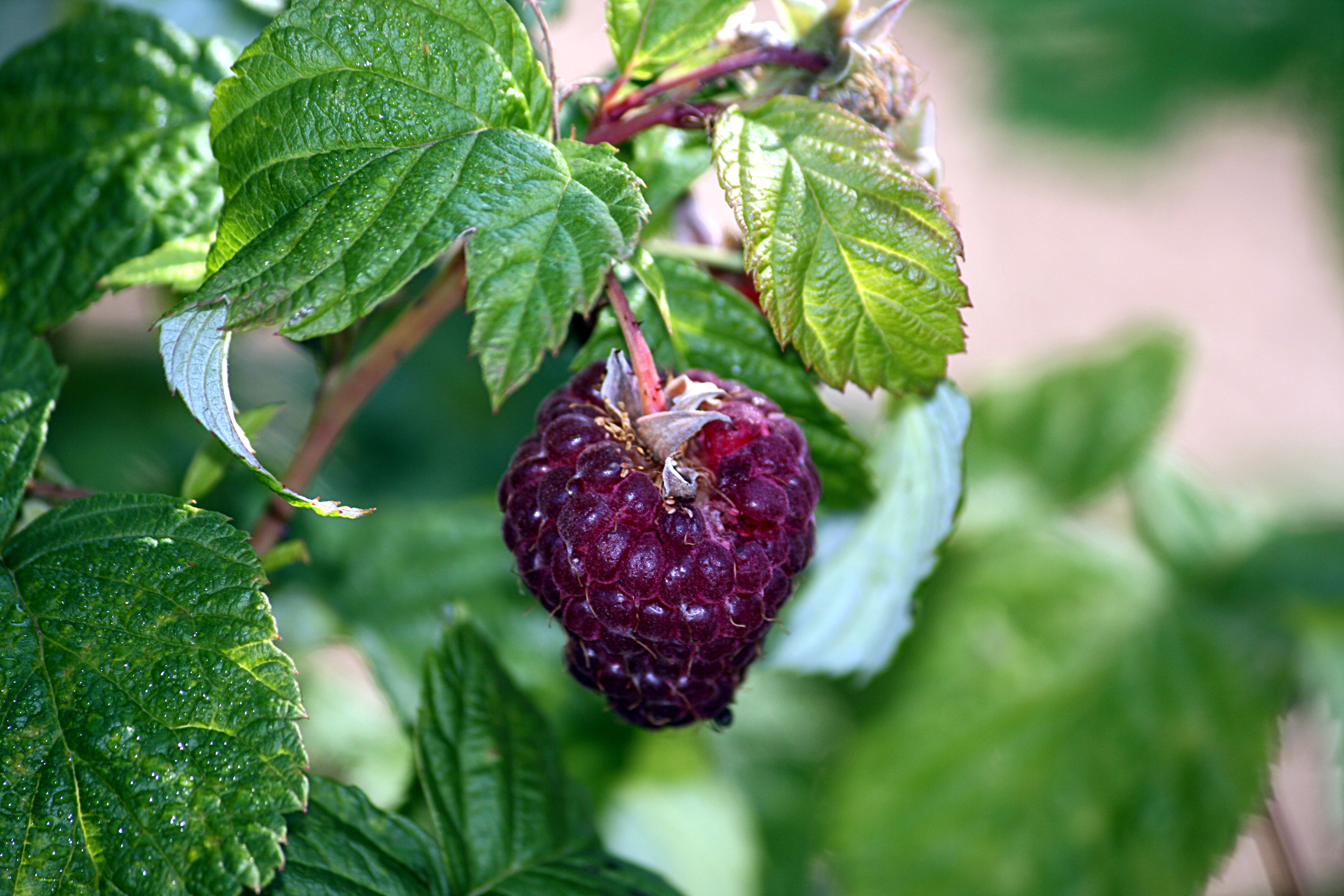
红色与黑色树莓的杂交品种

许多现代商业中流通的红色树莓都来自欧亚原产的覆盆子和北美原产的硬毛覆盆子之杂交。各种树莓也可与悬钩子属的其它物种发生中间杂交，例如罗甘莓便是覆盆子和黑莓偶然杂交而来。

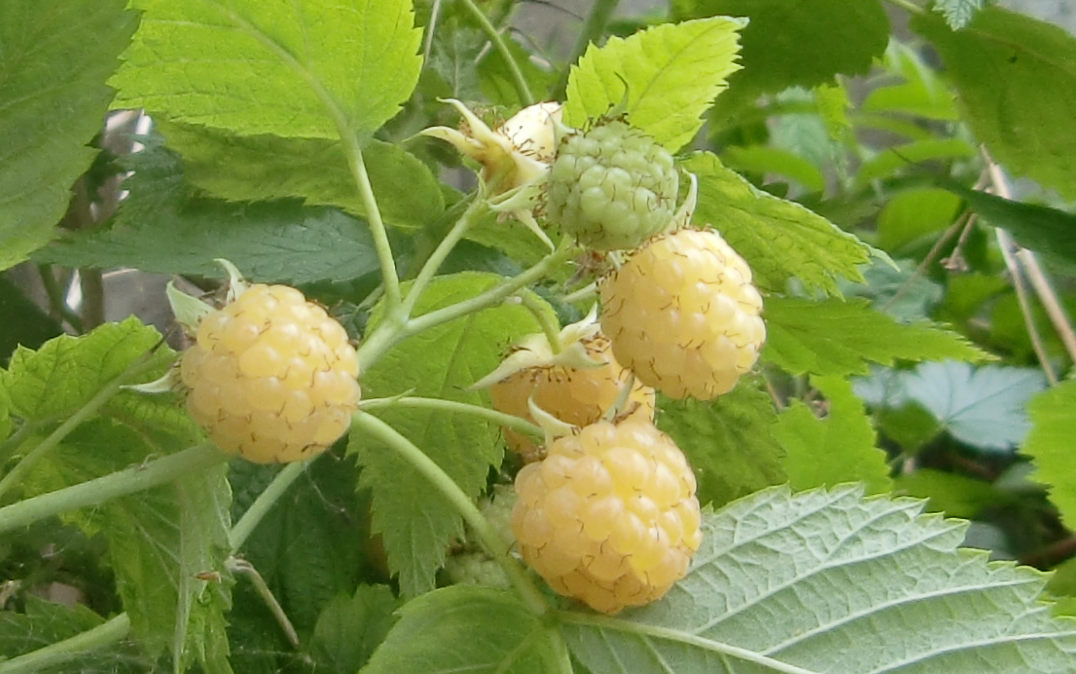
乳黄色果实的树莓

果实红色或黑色的树莓物种中都存在乳黄色果实的自然变异个体或园艺选育株系，这种浅色的果实往往是由无义突变导致花青素无法正常合成而产生的，但味道上与正常的果实区别不大。美国东部市售的浅色树莓通常为变异的覆盆子（有时商品名作“金树莓”/golden raspberries），而其它物种的浅色变体则相对少有规模性种植生产。
商业化栽培中的树莓品种主要可根据产果季分为两种：秋果型和夏果型。
秋果型品种在当年新发育的枝条上结果（英文称“Primocane-bearing”），室外植株从夏末到降霜都可采收，大棚种植则采收期更长，相对而言需要的支架支撑更少，因此更易维护。在修剪方法得当的情况下，秋果型品种可在一年中于夏季和秋季分别结果两次，因此也称双季型树莓。秋果型的品种相比夏果型更多，红色、金色、紫色果实的品类皆有。
在前一年发育的枝条上结果（英文称“Floricane-bearing”），果期通常在每年六至七月左右。夏果型的品种普遍枝条容易长长而形成垂挂状，因此需要常修剪或用支架支撑。

## 引用
1. ↑  Iannetta, P. P. M.; Wyman, M.; Neelam, A.; Jones, C.; Taylor, M. A.; Davies, H. V.; Sexton, R. . Physiologia Plantarum. December 2000, 110 (4): 535–543. doi:10.1111/j.1399-3054.2000.1100417.x.
2. ↑  Strik, B.C. . Growing Small Fruits. Oregon State University Extension Service. 2008  [23 October 2021]. （原始内容存档于26 January 2021）.
3. ↑  . University of Minnesota Extension.   [2025-04-06]. （原始内容存档于2025-07-17） （英语）.
4. ↑  . Plants of the World Online.   [2025-04-06]. （原始内容存档于2025-04-12） （英语）.
5. ↑  . Plants of the World Online.   [2025-04-06]. （原始内容存档于2025-04-16） （英语）.
6. ↑  . 植物智——植物物种信息系统. 中国科学院植物研究所.   [2025-04-06]. （原始内容存档于2025-04-06）.
7. ↑  . Plants of the World Online. Kew Science.   [2025-04-06]. （原始内容存档于2025-04-28） （英语）.
8. ↑  . 植物智——植物物种信息系统. 中国科学院植物研究所.   [2025-04-06]. （原始内容存档于2025-04-06）.
9. ↑  . Plants of the World Online. Kew Science.   [2025-04-06]. （原始内容存档于2025-05-18） （英语）.
10. ↑  . Plants of the World Online. Kew Science.   [2025-04-06]. （原始内容存档于2025-04-06） （英语）.
11. ↑  . 愛自然-臺灣(iNaturalist Taiwan).   [2025-04-06]. （原始内容存档于2025-04-06） （中文（臺灣））.
12. ↑  . PlantNet.   [2025-04-06]. （原始内容存档于2025-04-06）.
13. ↑  . 植物智——植物物种信息系统. 中国科学院植物研究所.   [2025-04-06]. （原始内容存档于2025-04-06）.
14. ↑  . 植物智——植物物种信息系统. 中国科学院植物研究所.   [2025-04-06]. （原始内容存档于2025-04-06）.
15. ↑  . 植物智——植物物种信息系统. 中国科学院植物研究所.   [2025-04-06]. （原始内容存档于2025-04-06）.
16. ↑  . London : New York: Macmillan Press ; Stockton Press. ISBN 0-333-47494-5.
17. ↑  Rafique, Muhammad Z.; Carvalho, Elisabete; Stracke, Ralf; Palmieri, Luisa; Herrera, Lorena; Feller, Antje; Malnoy, Mickael; Martens, Stefan. . Frontiers in Plant Science. 2016-12-19, 7. doi:10.3389/fpls.2016.01892.
18. 1 2 3  . extension.umn.edu.   [2025-04-06]. （原始内容存档于2025-07-06） （英语）.
19. ↑  . Scientia Silvae Sinicae. 2008, 44 (12): 147–150  [2025-04-06].